# Stegobium
Stegobium is een monotypisch geslacht van kevers uit de familie van de klopkevers (Anobiidae).

## Soorten
- Stegobium paniceum (Linnaeus, 1758) – Broodkever